# Auguste Beernaert

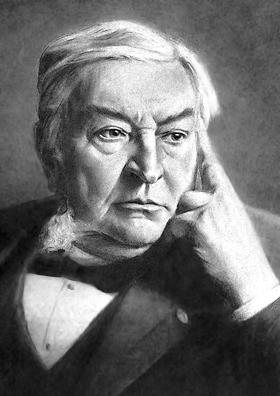
Auguste Beernaert

Auguste Marie François Beernaert (* 26. Juli 1829 in Ostende; † 6. Oktober 1912 in Luzern) war ein belgischer Jurist und Staatsmann. Als Mitglied des Internationalen Schiedsgerichts in Den Haag sowie seines Einsatzes in der Lösung internationaler Streitfälle erhielt er 1909 gemeinsam mit dem Franzosen Paul Henri d’Estournelles de Constant den Friedensnobelpreis.

## Biographie

### Frühe Jahre
Auguste Beernaert wurde 1829 als Sohn von Euphrosine Royon geboren, der Tochter eines ehemaligen Bürgermeisters und Mitglied einer der angesehensten Familien der Stadt. Sein Vater war Finanzbeamter und späterer Generalinspektor in Brüssel. Seine jüngere Schwester war Euphrosine Beernaert, die später eine bekannte Landschaftsmalerin wurde. Nach seiner Schulausbildung studierte er Rechtswissenschaften an der Katholischen Universität Löwen und legte dort 1850 seine Promotion ab. Finanziert durch ein Reisestipendium besuchte er anschließend für zwei Jahre die Universitäten von Berlin, Paris, Heidelberg, Leipzig und Straßburg und kehrte 1853 in seine Heimat zurück. Dort wurde er ein erfolgreicher Anwalt.

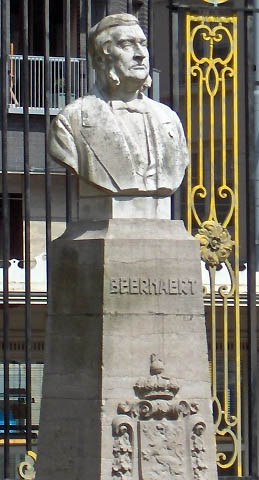
Statue von Louis Mascré

### Politik
Erst 1873 begann für Beernaert die politische Karriere mit einer Berufung in die belgische Regierung. 1884 wurde er – als Mitglied der Katholischen Partei, die von nun an bis 1918 die absolute Mehrheit im Parlament innehatte – Regierungschef und Finanzminister seines Landes und konzentrierte seine Arbeit vor allem auf eine Verbesserung der Seewege, unter anderem mit der Gründung des Belgischen Vereins zur Vereinheitlichung des Seerechts sowie des Internationalen Maritimkomitees. Ein weiterer Schwerpunkt lag auf den Ausbau der belgischen Hauptstadt Brüssel. Eine wichtige Rolle nahm er im belgischen Sprachen- und Konfessionenstreit als Vermittler zwischen katholischen Flamen und den eher säkular eingestellten Wallonen ein. Außerdem war er Berater des belgischen Königs Leopold II. bei dessen früher Kolonialpolitik in Belgisch-Kongo. 1894 gab er seine Regierungsarbeit auf, teilweise als Kritik an die sich in eine Ausbeutungspolitik wandelnde Entwicklung im Kongo, teilweise aufgrund eines abgelehnten Entwurfs zum Verhältniswahlrecht im belgischen Parlament. Er zog sich wieder in seine Anwaltskanzlei zurück, verblieb jedoch als Mitglied der katholischen Partei im Parlament.
Bereits während seiner Regierungszeit bemühte sich Beernaert um eine Friedenssicherung durch internationales Recht. Dabei setzte er sich vor allem für eine diplomatische Annäherung mit dem belgischen Nachbarstaat, den Niederlanden, ein. Er war Vorsitzender der International Law Association und Ehrenmitglied des Institut de Droit international. Er gehörte zu den maßgeblichen Personen, die die erste Internationale Friedenskonferenz 1899 in Den Haag vorbereiteten und war auch Präsident der ersten Kommission. Diese Funktion erfüllte er auch 1907 bei der zweiten Haager Friedenskonferenz, wo er sich besonders die Unverletzlichkeit des feindlichen Eigentums im Seekrieg einsetzte. Neben diesen Funktionen bekleidete er zeitweilig die Präsidentschaft der Interparlamentarischen Union, war Mitglied am Ständigen Schiedshof und 1912 Ehrenpräsident der Katholischen Liga für Frieden und der Internationalen Liga katholischer Pazifisten. Auf der Genfer Konferenz der Interparlamentarischen Union setzte er sich wenige Tage vor seinem Tod für ein Verbot des Luftkrieges ein.

## Mitgliedschaften
1899 wurde er zum Mitglied der Königlichen Akademie der Wissenschaften und Schönen Künste von Belgien (Classe des Lettres et des Sciences morales et politiques) gewählt.